# Olieslagerspolder
De Olieslagerspolder is een polder ten noordoosten van Sluis, behorend tot de Ottevaere en Van Dammepolders.
De polder ontstond door indijking van de schorren op de plaats waar het Coxysche Gat en het Zwin samenkwamen. De concessie was, door de Fransen, gegund aan de Compagnie Ottevaere. Aldus ontstond een polder van 171 ha. De polder overstroomde in 1808, doch de schade werd spoedig hersteld.
Aanvankelijk lag de polder aan de oever van het Zwin, en men kon Sluis slechts bereiken via het Sluissche Veer.
De polder wordt begrensd door de Zeedijk en de Oude Zeedijk. Boerderijen als De Droogbloemzolder en De Vingerling liggen in de polder.